# کلوئی راجرز
کلوئی راجرز (انگلیسی: Chloe Rogers؛ زادهٔ ۳۰ مارس ۱۹۸۵) بازیکن هاکی روی چمن اهل بریتانیا است.